# Mirka
Mirka (auch Měrka) ist die weibliche Form von Mirko. Der Name ist die Kurzform des slawischen Namens Miroslava. Miroslava setzt sich zusammen aus Mir (Friede) und Slava (Ruhm, Ehre).

## Varianten
- Mirca
- Mira
- Miroslana, (Miroslawa)

## Namensträgerinnen
- Mirka Federer (* 1978), Schweizer Tennisspielerin
- Mirka Francia (* 1975), kubanisch-italienische Volleyballspielerin
- Mirka Pigulla (* 1985), deutsche Schauspielerin